# 聂古伯
聂古伯（Negübei，?—1271年），察合台之孙、撒班之子，察合台汗国的第八任可汗。
1271年，察合台汗国八剌进攻伊儿汗国阿八哈失败，海都趁火打劫。据说，1271年8月9日，在海都到达时，八剌受惊而死。海都拥立聂古伯为察合台汗。聂古伯不想成为海都的傀儡，当年12月，海都击败聂古伯并杀了他。